# Pelle Pihl
Per Knut Arne „Pelle” Pihl (ur. 13 stycznia 1910 w Uddevalla, zm. 11 marca 1989 w Karlstad) – szwedzki lekkoatleta, sprinter i średniodystansowiec, medalista mistrzostw Europy z 1934.
Zdobył brązowy medal w sztafecie 4 × 400 metrów na mistrzostwach Europy w 1934 w Turynie. Sztafeta szwedzka biegła w składzie: Sven Strömberg, Pihl, Gustaf Ericson i Bertil von Wachenfeldt.
Pihl był mistrzem Szwecji w biegu na 800 metrów w 1932 i wicemistrzem na tym dystansie w 1934.
Był rekordzistą Szwecji w sztafecie 4 × 400 metrów z czasem 3:14,2, ustanowionym 1 września 1935 w Berlinie.
Pihl był również znanym graczem w kręgle.